# Raab-Katzenstein RK-9
Raab-Katzenstein RK-9 Grasmücke var ett tyskt flygplan för tävling och flyguppvisning i avancerad flygning.
Flygplanet var tillverkat i en kompositkonstruktion där trä metall duk användes. Det var i ett dubbeldäckat utförande med en liten tre-cylindrig motor. Flygplanet visade mycket goda flygegenskaper och användes vid ett flertal tävlingar och flyguppvisningar under 1930-talet. Tanken när flygplanet konstruerades var att flygplanet skulle bli billigt att köpa, och när Raab lanserade flygplanet sattes priset till 5 900 riksmark. När serieproduktionen kom igång sattes priset till 6 900 riksmark.
Totalt tillverkades 20 exemplar, ett flygplan som köptes av Fritz Gramm 1929 är det enda bevarade exemplaret. Samma år som han köpte flygplanet tvingades han nödlanda efter att motorn slutat fungera. Flygplanet placerades i en hangar och efter 38 år återupptäckte man flygplanet. Efter att flygplanet renoverats ställdes det ut vid Otto Lilienthal museet i Anklam. I slutet på 1990-talet fördes det som lån över till Deutsches Technikmuseum i Berlin.